# Manyopla
Per a l'arma blanca també coneguda com a manopla, vegeu Puny americà

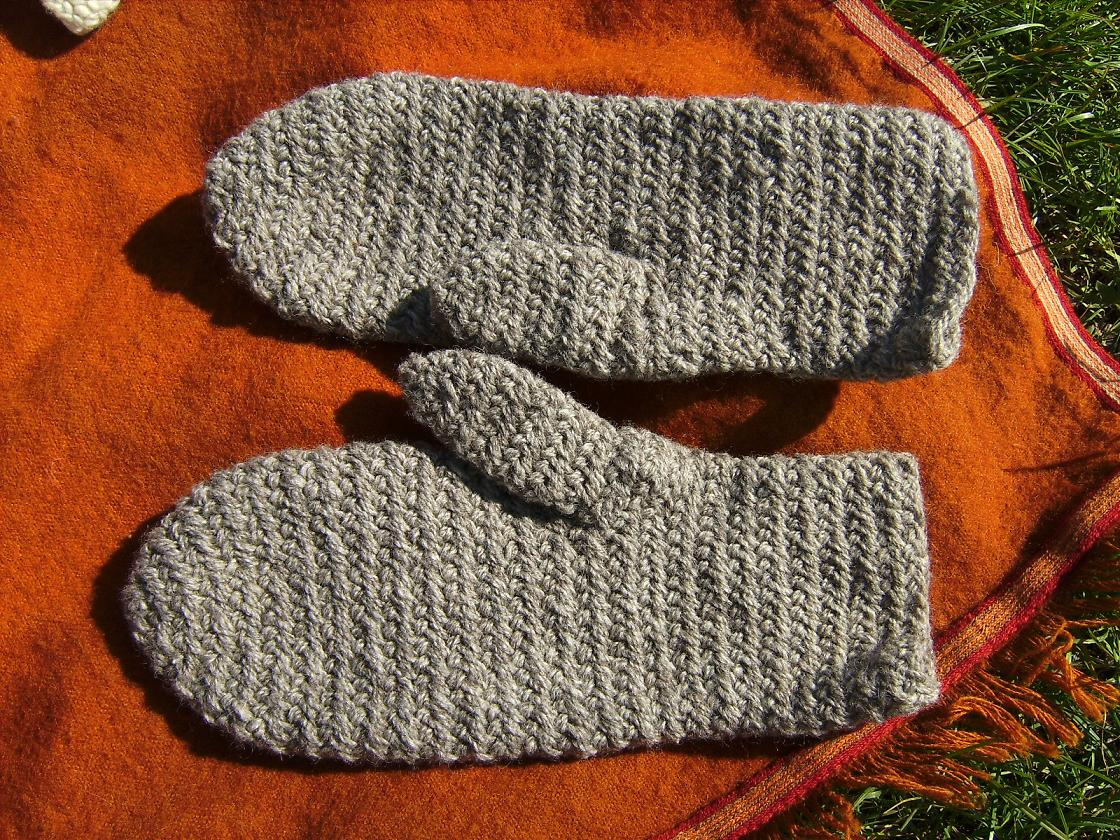
Manyoples

La manyopla o manopla és un guant que no té separacions per als dits llevat per al polze. Tal com els guants, s'utilitza per a protegir o cobrir les mans. També s'usava com a part de l'armadura de plaques per a cobrir els canells i les mans, sota el guantellet.
Les manyoples s'utilitzen en climes freds com a complement d'altres peces d'abrigar. Són populars com a peça de vestir infantil però també són portades pels adults. Es confeccionen en una gran varietat de materials com a llana, cotó, cuir, etc.
Com a guant sense separacions per als dits, hi ha també manoples amb altres utilitats:
- Manyopla de cuina o guant de cuina. S'utilitzen per a protegir les mans de cremades que pugui produir el contacte amb els utensilis de cuina. S'usen per a treure les safates del forn o per a retirar les olles i paelles del foc. Solen anar embuatades i utilitzar materials ignífugs.[1]
- Manoples per al bany. Són manoples utilitzades per a estendre el sabó i fer-se un massatge del cos durant el bany. Les que s'usen per a moure el sabó per la pell estan fabricades de materials suaus com el cotó. En cas que es vulguin usar per a exfoliar la pell, s'han d'utilitzar aquelles elaborades en sisal o un altre material aspre. També existeixen manoples de doble funció fetes de dos materials, un per a cada costat. Per a fomentar el gust pel bany, existeixen manoples per a la mainada que representen animals o altres motius infantils i estan decorades en alegres colors.[2]
- Manoples de neteja. S'utilitzen com un drap introduint-hi la mà i passant-les per les superfícies cobertes de pols.
- Manoples per a animals. S'usen per a raspallar el pèl de gossos, gats o altres animals de companyia. Porten cerres o una rasqueta en el palmell que fa de pinta quan es passa pel pelatge de l'animal.
- Manopla de gas. S'utilitzen en laboratoris per a evitar l'entrada de gasos en els vestits de seguretat.

## Galeria

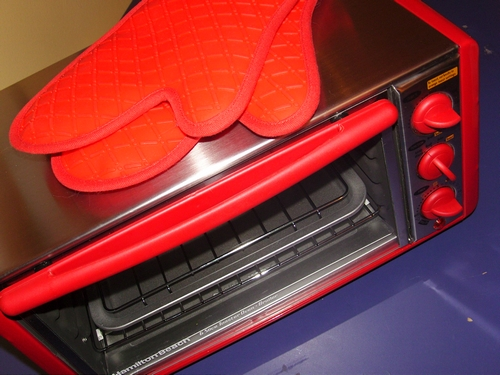
Manyoples de forn
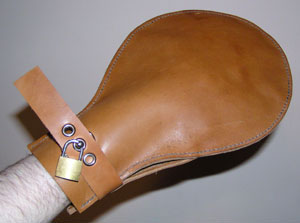
Manyopla bondage
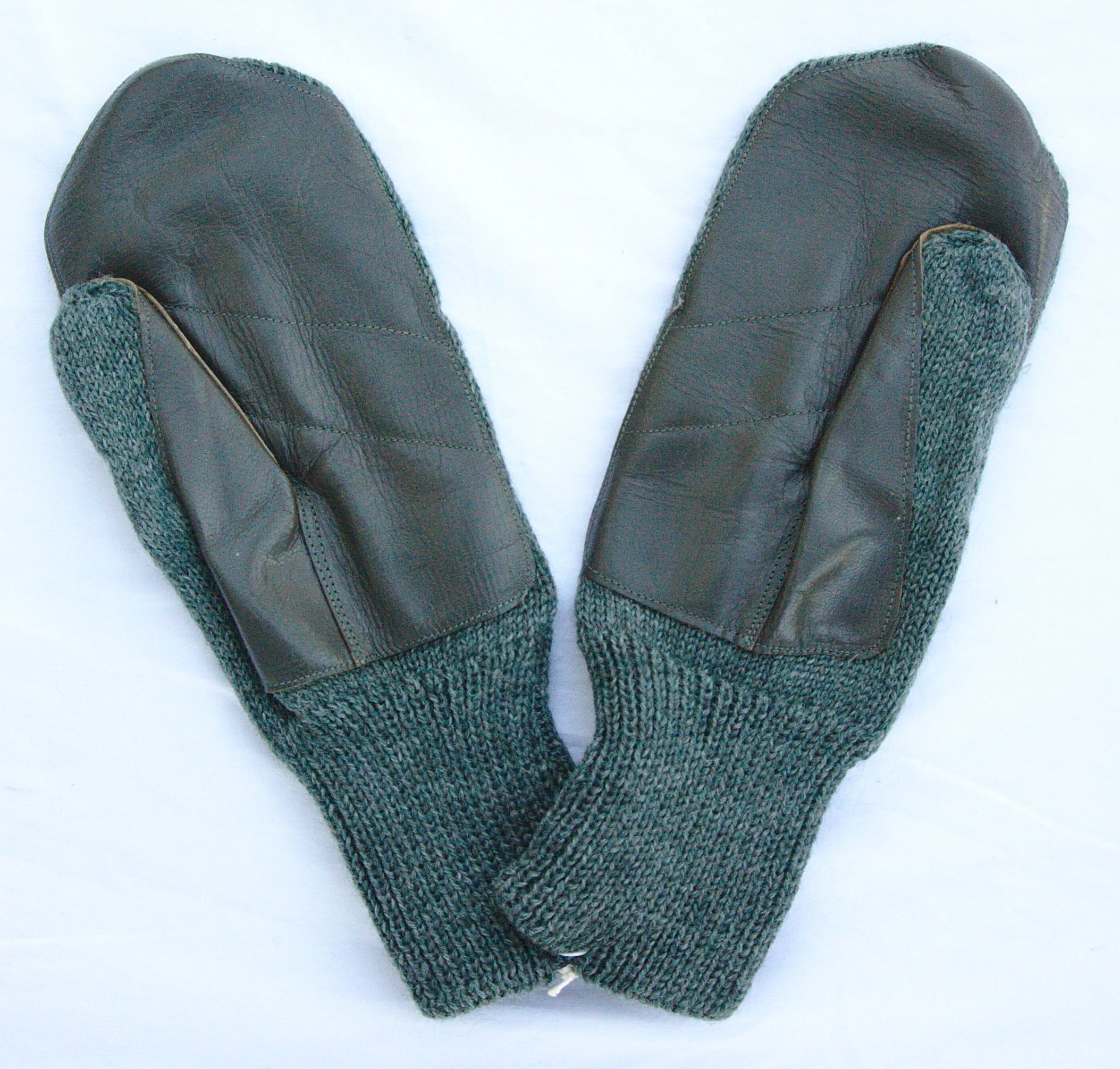
Manyoples militars suisses de llana
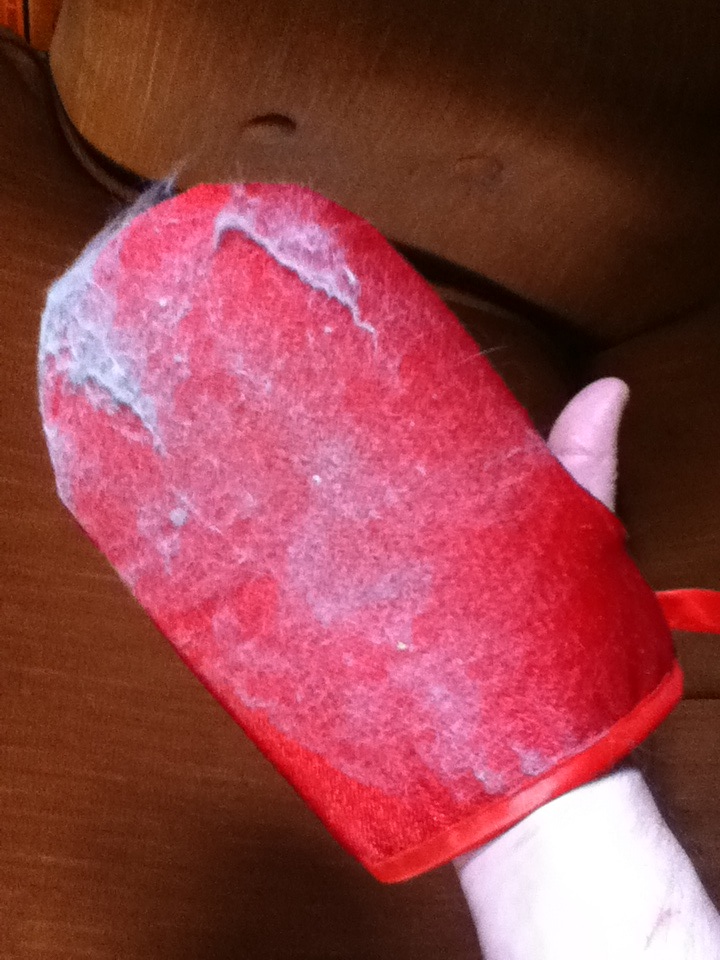
Manyoples per als pels de gat
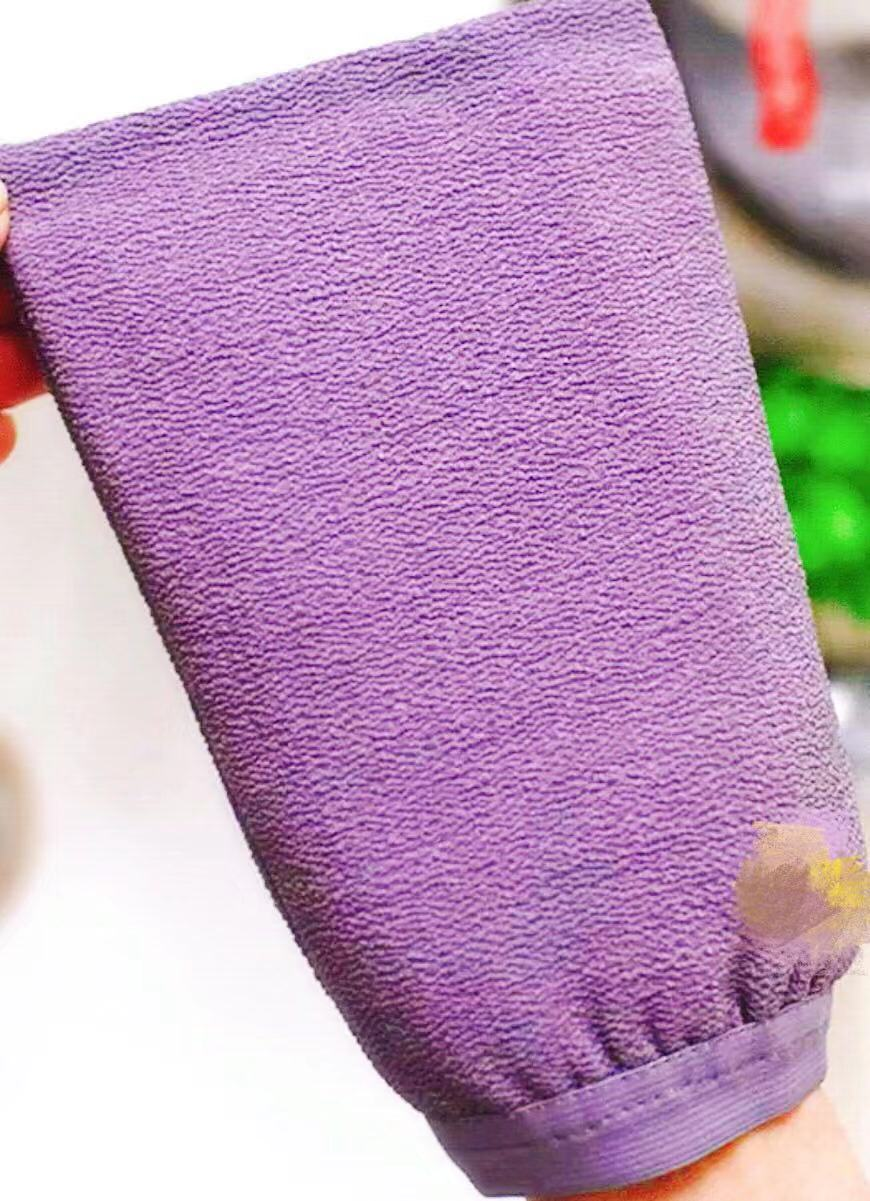
Manyopla d'exfoliació